# Ungváry Zsolt
Ungváry (Ungvári) Zsolt (Budapest, 1968. február 20. –) író, publicista, tanár.

## Pályája
1989 óta jelennek meg írásai: novellák, elbeszélések, könyvek. Publikált többek között a Tiszatájban, Hitelben, Új Írásban, Kortársban. 1994-től kezdve több mint húsz könyve jelent meg: regények, novelláskötetek, publicisztikai kötetek, mesekönyvek. 1998 óta politikai publicisztikákat közölt többek között a Napi Magyarországban, Demokratában, Nemzetőrben, vasarnap.hu-n. A Demokratában 2001 óta heti rendszerességű rovata van Jobbszél címmel. Családról, gyerekekről szóló írásai jelentek meg évekig a Képmás magazinban. 2003 és 2005 között a rádió Vasárnapi Újság című műsorában hangzottak el szatirikus jegyzetei. Visszatérő szereplője volt az Echo TV Visszhang című adásának.
Nemzeti ünnepekre, iskolai előadásra írt egyfelvonásos darabjai olvashatók az Oktatási Hivatal Jeles napok honlapján. Apor Vilmosról szóló darabját a Latinovits Diákszínpad mutatta be 2015-ben, egy előadás erejéig a Nemzeti Színházban, háromszor pedig Makkosmárián is eljátszották.

## Élete
Nős, négy gyermek édesapja.

## Könyvei
- Hatmillió ember ismerőse; riportkönyv Kulka Jánosról - New Bridge Kiadó, 1994.
- Gergő rajzai (kisregény) - Terraprint Kiadó, 1994.
- Bronzmadár - Kráter Kiadó, 1995.
- Leánybúcsú / Egy éjszaka Claudiával, 1998.
- MMC (Magyar Monte Cristo), 2000.
- Banán az ikebanán (novelláskötet)
- Választás Buzogányban (két kisregény)
- Jobbszél
- Elefánttemető, 2004.
- Múltidő / Regnum Marianum (két kisregény), 2005.
- Ki az Úr Buzogányban, 2005.
- Segítsünk a manóknak! (mesekönyv), 2005.
- Az arany jele 2006.
- Hosszú álom, 2006.
- Meccslabda, 2008.
- A stég, 2009.
- Jobb szelek fújnak, 2011
- Túszejtés a fővárosban, 2011.
- Hal áll L-en, 2013.
- A Teszt és más írások, 2014.
- Húsz, 2021.
- Győzelem, 2022.

## Díjai
- Budai Gábor-díj, 1995.
- Pro Communitate Újbuda, 2011.

## Róla
- „Ejnye, ez a fiú tud írni! Mondatai futnak. Semmi izzadságszag, akarnokság, manír. Jó, sőt: nagyon jó! Újra megnézi a címlapot. Ungváry Zsolt. Felidézi a fiatalember arcát. Talán ő az a Szerző, akire egyre reménytelenebbül várt?” (Szepesi Attila bevezetése a Csak egy volt című elbeszélés megjelenésekor, Tiszatáj, 1990. április)[4]
- Süket csönd – Cseresnyés Dóra; Magyar Napló, 1997. január 52. old. (Bronzmadár c. könyvről)
- Írók bűvös körtefája – Bánfalvy Ágnes; Zuglói Lapok, 1999. június 15. 5.old.
- Ungváry Zsolt: MMC (Magyar Monte Cristo) – Zsirai László; Somogy, 2000 november-december, 650. old.
- Kisregény a választásról – Haklik Norbert; Magyar Nemzet, 2002. augusztus 29, 14. old. (Választás Buzogányban)
- Népmesék és szatírák a honi közéletről – Vajácsi Elemér; Magyar Nemzet, 2002. december 18., 15.old. (Jobbszél)
- Árkok régen és most (Elefánttemetőről) - Demokrata, 2004.okt.21. 60. old. Barta-Fehérváry
- Segítsünk a manóknak – (B) Demokrata, 2005.09.29.
- Máig terjedő fények és árnyékok – (Pósa Zoltán) Magyar Nemzet, 2006.10.31. 15.old.
- Ungváry Zsolt: Elefánttemető (Papp Ágnes Klára) – Kortárs, 2007. június 111. old.
- Arckép; Ungváry Zsolt író – Magyar Demokrata, 2008-01-24
- Negyven semmi – Újbuda, 2008. márc. 19. 13.old. (G.P.)
- Örkényien – Újbuda, 2012-10-10
- Új Petőfiász (Csontos János) – Magyar Demokrata, 2014.01.02.
- Petőfi.hu; Diákszínpadi előadások a nemzeti ünnepre – vasarnap.hu, 2021.03.15.[5]
- Beszélgetés a Győzelem című könyvről – Kossuth Rádió, Kalendárium, 2023.01.13.[6]